# King and Maxwell
King and Maxwell ou King et Maxwell au Québec (King & Maxwell) est une série télévisée américaine composée de dix épisodes de 42 minutes, créée par Shane Brennan d'après un roman de David Baldacci et diffusée entre le 10 juin et le 12 août 2013 sur TNT et à partir du 27 août 2013 sur Showcase au Canada.
En Belgique, la série est diffusée à partir du 14 février 2014 sur RTL-TVI, au Québec dès le 4 juin 2015 sur Séries+ et en France à partir du 5 juillet 2015 sur 6ter puis rediffusée sur M6 dès le 5 septembre 2019. Elle reste inédite dans les autres pays francophones.

## Synopsis
Sean King et Michelle Maxwell sont des anciens agents des services secrets reconvertis en détectives privés. Ils apportent leur aide aux forces de l'ordre malgré la fréquente opposition de l'un d'entre eux, l'agent du FBI Frank Rigby.

## Distribution

### Acteurs principaux
- Jon Tenney (VF : Bernard Lanneau) : Sean King
- Rebecca Romijn (VF : Vanina Pradier) : Michelle Maxwell
- Ryan Hurst (VF : Jérôme Pauwels) : Edgar Roy
- Michael O'Keefe (VF : Vincent Violette) : Frank Rigby
- Chris Butler (VF : Christophe Peyroux) : Darius Carter

### Acteurs récurrents
- Dichen Lachman (VF : Sybille Tureau) : Benny (7 épisodes)
- Martin Donovan (VF : Guillaume Orsat) : Bob Scott (4 épisodes)
- Wade Sun : Wu (4 épisodes)
- Aaron Pearl : Joe Van Ness (épisodes 2 et 3)
- Catherine Bell (VF : Clara Borras) : Joan Dillinger (épisodes 4 et 10)
- Jerry O'Connell : Jerry Walkeiwicz (épisode 6)
- Christian Kane (VF : Xavier Fagnon) : J.T. Maxwell (épisode 7)

Version française
Société de doublage : Libra Films,.
Direction artistique : Pauline Brunel
Adaptation des dialogues : François Dubuc, Christophe Sagniez et Hélène Jaffrès 
 Source et légende : version française (VF) sur RS Doublage et Doublage Séries Database

## Développement
En août 2011, Shane Brennan a présenté le projet à CBS mais n'a pas eu de suite. Le projet a ensuite été développé pour TNT en mai 2012 qui a commandé le pilote en septembre 2012, qui sera réalisé par Michael Katleman (en).
Le casting débute le mois suivant, dans cet ordre : Jon Tenney, Ryan Hurst, Rebecca Romijn et Chris Butler et Michael O'Keefe.
Satisfaits du pilote, la série est commandée en janvier 2013. Parmi les invités annoncés : Catherine Bell, Jerry O'Connell et Christian Kane.
Le 20 septembre 2013, la série a été annulée malgré les bonnes audiences.

## Épisodes
1. Détectives de choc (Pilot)
2. Seconde Chance (Second Chances)
3. Une carte à jouer (Wild Card)
4. Un seul être vous manque (King's Ransom)
5. L'Art et la Manière (Loved Ones)
6. En quête de vérité (Stealing Secrets)
7. Une affaire de famille (Family Business)
8. Mensonges et Vidéos (Job Security)
9. Privés de sortie (Locked In)
10. La Boîte de Pandore (Pandora's Box)